# Torcy-le-Petit (Seine-Maritime)
Torcy-le-Petit ist eine französische Gemeinde mit 516 Einwohnern (Stand: 1. Januar 2022) im Département Seine-Maritime in der Region Normandie (vor 2016 Haute-Normandie). Sie gehört zum Arrondissement Dieppe und zum Kanton Luneray (bis 2015 Kanton Longueville-sur-Scie). Die Einwohner werden Torcéens genannt.

## Geographie
Torcy-le-Petit liegt etwa 18 Kilometer südsüdöstlich von Dieppe im Pays de Caux. Umgeben wird Torcy-le-Petit von den Nachbargemeinden Saint-Germain-d’Étables im Norden, Freulleville im Osten, Les Grandes-Ventes im Südosten, Torcy-le-Grand im Süden, Sainte-Foy im Westen und Südwesten sowie La Chapelle-du-Bourgay im Westen und Nordwesten.

## Bevölkerungsentwicklung
| Jahr                      | 1962 | 1968 | 1975 | 1982 | 1990 | 1999 | 2007 | 2015 |
| Einwohner                 | 521  | 521  | 511  | 442  | 491  | 474  | 466  | 509  |
| Quelle: Cassini und INSEE |      |      |      |      |      |      |      |      |

## Sehenswürdigkeiten
- Kirche Saint-Denis aus dem 13./14. Jahrhundert, Umbauten aus späterer Zeit